# Marton Csokas
Marton Paul Csokas, születési nevén Csókás Márton Pál (Invercargill, 1966. június 30. –) magyar származású új-zélandi színész. 
Ő alakította Celebornt a Gyűrűk Ura-trilógiában (2001–2003). Szerepelt A Bourne-csapda (2004), a Mennyei királyság (2005), az Aeon Flux (2005), a Romulus, az apám (2007), az Abraham Lincoln, a vámpírvadász (2012) és A védelmező (2014) című filmekben. 
A televízióból leginkább a Xena: A harcos hercegnő (1997–2001) és az Into the Badlands (2015–2017) című sorozatokból ismert.

## Élete és pályafutása
Anyja dán és ír gyökerekkel rendelkező ápolónő, apja Csókás Márton magyar gépészmérnök, aki magyar állampolgár is.
1989-ben végzett a Toi Whakaari, The New Zealand Drama Schoolban, ekkor lett színész.
1992-ben a Shortland Street című új-zélandi szappanoperában szerepelt. Első filmszerepe az 1996-ban bemutatott Jack Brown Genius volt, amelyben Dennist alakította. A szintén 1996-os Broken English című új-zélandi romantikus drámában Darko szerepét kapta meg. Még ugyanebben az évben a Herkules epizódszereplője is volt. Azután tovább dolgozott a Renaissance Pictures társasággal, így 1997–2001 között a Xena: A harcos hercegnő című sorozatban Borias szerepében láthattuk. Ezután olyan filmekben és sorozatokban szerepelt, mint a Vízizsaruk (1999), a Csillagközi szökevények (2000), A vadak ura (2000) és a Cleopatra 2525 (2000).

## Magánélete
Új-zélandi–magyar kettős állampolgár. 
2005–2009 között Eva Green színésznővel állt romantikus kapcsolatban, akivel a Mennyei királyságban szerepelt együtt.

## Filmográfia

### Film
| Év   | Magyar cím                             | Eredeti cím                                         | Szerep                               | Magyar hang           |
| ---- | -------------------------------------- | --------------------------------------------------- | ------------------------------------ | --------------------- |
| 1994 |                                        | Jack Brown Genius                                   | Dennis                               |                       |
| 1996 |                                        | Broken English                                      | Darko                                |                       |
| 1998 | Az égi küldött                         | Hurrah                                              | Raoul Trujillo                       |                       |
| 2000 | A majom álarca                         | The Monkey's Mask                                   | Nick Maitland                        |                       |
| 2001 | A Gyűrűk Ura: A Gyűrű Szövetsége       | The Lord of the Rings: The Fellowship of the Ring   | Lord Celeborn                        | Haás Vander Péter     |
| 2001 | Eső                                    | Rain                                                | Cady                                 |                       |
| 2002 | Star Wars II. rész – A klónok támadása | Star Wars: Episode II – Attack of the Clones        | Kicsi Poggle (hangja)                |                       |
| 2002 | XXX                                    | XXX                                                 | Yorgi                                | Haás Vander Péter     |
| 2002 | Garázs-rock                            | Garage Days                                         | Shad Kern                            |                       |
| 2003 | A Gyűrűk Ura: A király visszatér       | The Lord of the Rings: The Return of the King       | Lord Celeborn                        | nem szólal meg        |
| 2003 | Idővonal                               | Timeline                                            | Sir William De Kere / William Decker | Pálfai Péter          |
| 2003 | Kenguru Jack                           | Kangaroo Jack                                       | Mr. Smith                            | Haás Vander Péter     |
| 2004 | A Bourne-csapda                        | The Bourne Supremacy                                | Jarda                                | Damu Roland           |
| 2004 | Evilenko                               | Evilenko                                            | Vadim Timurovic Lesiev               | Fekete Ernő           |
| 2005 | Aeon Flux                              | Æon Flux                                            | Trevor Goodchild                     | Kautzky Armand        |
| 2005 | Mennyei királyság                      | Kingdom of Heaven                                   | Guidó jeruzsálemi király             | Haás Vander Péter     |
| 2005 | A nagy mentőakció                      | The Great Raid                                      | Redding százados                     | Bede-Fazekas Szabolcs |
| 2005 |                                        | Asylum                                              | Edgar Stark                          |                       |
| 2007 | Romulus, az apám                       | Romulus, My Father                                  | Hora                                 | Holl Nándor           |
| 2010 |                                        | Alice in Wonderland                                 | Charles Kingsleigh                   | Kőszegi Ákos          |
| 2010 | A fa                                   | The Tree                                            | George Elrick                        | Viczián Ottó          |
| 2010 | Édes én                                | With Love... from the Age of Reason                 | Malcolm                              |                       |
| 2010 |                                        | South Solitary                                      | Jack Fleet                           |                       |
| 2010 | Az adósság                             | The Debt                                            | fiatal Stefan Gold                   | Fekete Ernő           |
| 2011 | Álmok otthona                          | Dream House                                         | Jack Patterson                       | Haás Vander Péter     |
| 2012 | Abraham Lincoln, a vámpírvadász        | Abraham Lincoln: Vampire Hunter                     | Jack Barts                           | Bede-Fazekas Szabolcs |
| 2012 |                                        | Dead Europe                                         | Nico                                 |                       |
| 2013 |                                        | Pawn                                                | Barnes hadnagy                       |                       |
| 2014 | Noé                                    | Noah                                                | Lámek                                | Széles Tamás          |
| 2014 | A csodálatos Pókember 2.               | The Amazing Spider-Man 2                            | Dr. Ashley Kafka                     | Haás Vander Péter     |
| 2014 | Sin City: Ölni tudnál érte             | Sin City: A Dame to Kill For                        | Damien Lord                          | Jakab Csaba           |
| 2014 | A védelmező                            | The Equalizer                                       | Nicolai "Teddy" Itchenko             | Haás Vander Péter     |
| 2016 | Loving                                 | Loving                                              | Brooks seriff                        | Sarádi Zsolt          |
| 2016 |                                        | Burn Your Maps                                      | Connor Firth                         |                       |
| 2016 | Sötét bűnök                            | Dark Crimes                                         | Kozlow                               |                       |
| 2017 | Hangok a falból                        | Voice from the Stone                                | Klaus Rivi                           |                       |
| 2017 | Mélytorok: A Watergate-sztori          | Mark Felt: The Man Who Brought Down the White House | L. Patrick Gray                      | Seress Zoltán         |
| 2021 | Az utolsó párbaj                       | The Last Duel                                       | Crespin                              | Fillár István         |
| 2021 |                                        | Juniper                                             | Robert                               |                       |
| 2024 |                                        | Cuckoo                                              | Luis                                 |                       |
| 2024 | Szunnyadó vérebek                      | Sleeping Dogs                                       | Joseph Wieder                        | Czvetkó Sándor        |
| 2024 | Fortyogó indulatok                     | House of Spoils                                     | Marcello                             |                       |

### Televízió
| Év        | Magyar cím              | Eredeti cím                      | Szerep               | Megjegyzések                                 |
| --------- | ----------------------- | -------------------------------- | -------------------- | -------------------------------------------- |
| 1990      |                         | Shark in the Park                | Terry Mercer         | 1 epizód                                     |
| 1992      | Ray Bradbury színháza   | The Ray Bradbury Theater         | Sid                  | 1 epizód                                     |
| 1993–1995 |                         | Shortland Street                 | Leonard Rossi-Dodds  | televíziós sorozat                           |
| 1996      | Herkules                | Hercules: The Legendary Journeys | Tarlus               | 1 epizód                                     |
| 1996      |                         | G.P.                             | Paul Deacon          | 1 epizód                                     |
| 1997–2001 | Xena: A harcos hercegnő | Xena: Warrior Princess           | Borias               | 10 epizód                                    |
| 1999      | Vízizsaruk              | Water Rats                       | Robert Tremain       | 1 epizód                                     |
| 1999      |                         | Wildside                         | Larry Lodans         | 1 epizód                                     |
| 1999      | Szentek kórháza         | All Saints                       | Thomas testvér       | 1 epizód                                     |
| 1999      | Doktor Halifax          | Halifax f.p.                     | John Garth           | 1 epizód                                     |
| 2000      | A három komédiás        | The Three Stooges                | Ted Healy            | - tévéfilm - magyar hangja: - Czvetkó Sándor |
| 2000      | Az elveszett világ      | The Lost World                   | Kenner               | 1 epizód                                     |
| 2000      | A vadak ura             | BeastMaster                      | Qord                 | 3 epizód                                     |
| 2000      | Csillagközi szökevények | Farscape                         | Br'Nee               | 1 epizód                                     |
| 2001      | Cleopatra 2525          | Cleopatra 2525                   | Krider               | 1 epizód                                     |
| 2001      | A farm                  | The Farm                         | Adrian Beckett       | minisorozat (3 epizód)                       |
| 2012      |                         | Falcón                           | Javier Falcón        | minisorozat (2 epizód)                       |
| 2013      | Bűnös utakon            | Rogue                            | Jimmy Laszlo         | 10 epizód                                    |
| 2014      |                         | Klondike                         | A főfelügyelő        | minisorozat (6 epizód)                       |
| 2014      | Kettős ügynök           | Covert Affairs                   | Ivan Kravec          | 2 epizód                                     |
| 2015      |                         | Sons of Liberty                  | Thomas Gage tábornok | minisorozat (3 epizód)                       |
| 2015–2017 | Into the Badlands       | Into the Badlands                | Baron Quinn          | - 16 epizód - magyar hangja: - Sarádi Zsolt  |
| 2018      | Válás                   | Divorce                          | Skip Zakarian        | 2 epizód                                     |
| 2020      |                         | The Luminaries                   | Francis Carver       | minisorozat (6 epizód)                       |

## Fordítás
- Ez a szócikk részben vagy egészben  a   Marton Csokas című angol Wikipédia-szócikk ezen változatának fordításán alapul.  Az eredeti cikk szerkesztőit annak laptörténete sorolja fel. Ez a jelzés csupán a megfogalmazás eredetét és a szerzői jogokat jelzi, nem szolgál a cikkben szereplő információk forrásmegjelöléseként.

## Kapcsolódó szócikk
- Új-zélandi magyarok